# MF文庫
MF文庫（エムエフぶんこ）は、メディアファクトリー社の文庫レーベル。1999年から2008年にかけて文庫サイズのコミックを出版。
現在はサブレーベルの「MF文庫J」と「MF文庫ダ・ヴィンチ」が出版されており、MF文庫自体はメディアファクトリーの出版ラインナップにない。

## サブレーベル
MF文庫J
2002年7月25日創刊。ライトノベル。
MF文庫ダ・ヴィンチ
2008年6月25日創刊。『ダ・ヴィンチ』誌連載作品など。